# Ernest Jones
Alfred Ernest Jones, FRCP, MRCS (1 de gener de 1879 – 11 de febrer de 1958) va ser un metge neuròleg i psicoanalista britànic i el biògraf oficial de Sigmund Freud. Jones va ser el primer practicant de llengua anglesa de la psicoanàlisi. Va ser president de la British Psycho-Analytical Society i la International Psychoanalytical Association.
Es va especialitzar en neurologia i a través del cirurgià Wilfred Trotter va entrar en contacte amb l'obra de Freud, Jones va iniciar-se en la tècnica de la hipnosi en el seu treball clínic a principi del segle xx.

## Llibres de Jones
Maddox (2006) inclou una exhaustiva bibliografia sobre els escrits de Jones.
- 1912 – Papers on Psycho-Analysis. London: Balliere Tindall & Cox. Revised and enlarged editions, 1918, 1923, 1938, 1948 (5th edition).
- 1920 – Treatment of the Neuroses. London: Balliere Tindall & Cox
- 1923 – Essays in Applied Psycho-Analysis. London: International Psycho-Analytical Press. Revised and enlarged edition, 1951, London: Hogarth Press. Reprinted (1974) as Psycho-Myth, Psycho-History. 2 vols. New York: Hillstone.
- 1924 (editor) – Social Aspects of Psycho-Analysis: Lectures Delivered under the Auspices of the Sociological Society. London: Williams and Norgate.
- 1928 – Psycho-Analysis. London: E. Benn. Reprinted (1949) with an Addendum as What is Psychoanalysis ?. London: Allen & Unwin.
- 1931a – On the Nightmare. London: Hogarth Press and Institute of Psycho-Analysis.
- 1931b – The Elements of Figure Skating. London: Methuen. Revised and enlarged edition, 1952. London: Allen and Unwin.
- 1949 – Hamlet and Oedipus. London: V. Gollancz.
- 1953 – Sigmund Freud: Life and Work. Vol 1: The Young Freud 1856–1900. London: Hogarth Press.
- 1955 – Sigmund Freud: Life and Work. Vol 2: The Years of Maturity 1901–1919. London: Hogarth Press.
- 1956 – Sigmund Freud: Four Centenary Addresses. New York: Basic Books.
- 1957 – Sigmund Freud: Life and Work. Vol 3: The Last Phase 1919–1939. London: Hogarth Press.
- 1959 – Free Associations: Memories of a Psycho-Analyst. Epilogue by Mervyn Jones. London: Hogarth Press. Reprinted (1990) with a New Introduction by Mervyn Jones. New Brunswick: Transaction Publishers.
- 1961 – Sigmund Freud: Life and Work. An abridgment of the preceding 3 volume work, by Lionel Trilling and Stephen Marcus, with Introduction by Lionel Trilling. New York: Basic Books.